# Ramón Ruiz Tejada
Manuel Ramón Ruiz Tejada (Nació en La Vega, 8 de septiembre de 1907 - 1995). fue un abogado, juez y estadista dominicano.
Fueron sus padres Antonia María Tejada y Tomás de Jesús Ruiz.
Se recibió de licenciado en derecho por la Universidad de Santo Domingo en 1928 y posteriormente de doctor en esa misma disciplina. En esa alta casa de estudios impartió las cátedras de Filosofía del Derecho, Derecho Civil y Derecho Administrativo, destacándose excepcionalmente en Legislación de Tierras siendo considerado como “maestro inigualable”.
Se unió en matrimonio con  Julia Dalinda Oleaga Espinal originaria de San Francisco de Macorís, con quien procreó once hijos: Manuel Ramón, Julia Dalinda, Tomás de Jesús, Juan Alberto, José Antonio, Antonia María, María Altagracia, Blanca Margarita, Cruz Leila Josefina, Claudio Augusto y Ricardo Alfonso Ruiz Oleaga.
Autor de diversos escritos y artículos jurídicos y de la obra "Estudio sobre la Propiedad Inmobiliaria en la República Dominicana" la cual sirvió de texto en las universidades dominicanas, siendo además consulta obligada de abogados, jueces y público en general. 
Considerado por sus conciudadanos como un eminente y probo magistrado, jurisconsulto y hombre de bien. Se desempeñó como funcionario del tren judicial y de la administración pública. 
Siendo muy joven laboró en El Seybo como Inspector de Instrucción Pública y más tarde como Síndico y Presidente del Ayuntamiento de esa ciudad.
Ingresó en la judicatura dominicana en el año de 1933 ocupando el cargo de Fiscal de Espaillat y en la ciudad de La Vega, como Registrador de Títulos.
Se desempeñó también como Secretario de Educación, de Economía y Comercio, y de Justicia. Fue Consultor Jurídico del Poder Ejecutivo, Gobernador del Banco Central y Presidente de la Junta Central Electoral.
Se destacó en la judicatura en el área de Tierras siendo durante varios años Juez de Jurisdicción Original y posteriormente designado Presidente del Tribunal de Tierras.
Asimismo fue Juez de la Suprema Corte de Justicia y luego en el año 1966 designado presidente de ese alto tribunal.
Ruiz Tejada se distinguió por ser un ciudadano sencillo, afable, de hablar mesurado y accesible para todos, poseedor de indiscutibles y sólidos principios y valores morales de hombre de bien. Fue un fiel creyente y practicante de la religión católica, exhibiendo durante su paso por la vida de aquilatados atributos de personalidad, carisma y reciedumbre moral admirables. 
Cultivó una vasta y sólida cultura jurídica. Sus discursos realizados en ocasión de las aperturas de los tribunales a principio de cada año, eran esperados por la comunidad jurídica y la sociedad en general pues en ellos vertía serias y profundas reflexiones sobre el proceder y accionar de los jueces y sobre la justicia. 
Como bien refiere el Dr. Raymundo Amaro Guzmán en la presentación de la obra póstuma, "Discursos", en ellos "se revelaba su sapiencia y su elevado concepto de la moral, puestos ambos al servicio de la colectividad. Esas magistrales piezas pueden ser analizadas desde dos ángulos: el formal o jurídico y el ético-filosófico. En el primer aspecto comenta las principales decisiones de la Suprema Corte de Justicia, fundamentalmente como Corte de Casación, y en el segundo aspecto, el más importante a nuestro juicio porque es donde se revela el pensamiento íntimo de su autor, nos habla del ideal de justicia, de la moral, del sentido de responsabilidad, de la imparcialidad, de la honestidad, de la vocación para la función".
A continuación algunos párrafos escogidos de este ilustre magistrado de siempre: 
- "Quien no sienta arder en su alma la llama sagrada que debe alimentar permanentemente el ideal de justicia, no debe ser juez".
- "El juez que procede bien, el que no tiene motivos para sentirse culpable, no le teme a una actuación franca y leal; y aquel que sienta ese temor, o el que no tenga la madera necesaria para ser juez y para actuar a la altura de su función, sencillamente, que sea honrado y deje de ser juez. ¡Es preferible una toga abandonada a una toga mancillada!
- "Cuando un abogado plantea bien los hechos, el derecho emerge de un modo natural en el ánimo de un buen jurista, creo que así es."
- "Creo que nuestra leyes, aunque no son perfectas, garantizan el ejercicio del derecho, pero eso no basta. Una ley buena, manejada precipitadamente o con aviesos propósitos, puede no producir los efectos que la sociedad demanda. Una ley juzgada quizás como menos buena, pero manejada e interpretada con verdadero espíritu de justicia, con sentido humanista, producirá mejores efectos. Quién ha de dudarlo!".
- "Es cierto que a veces la más grande pesadumbre invade la conciencia del que aspira a ser un buen juez y del que desea prestar un servicio desinteresado y leal a sus conciudadanos, porque, lamentablemente, la única recompensa que recibe el juez, en la generalidad de los casos, puede perfectamente ubicarse dentro del marco de una inexplicable indiferencia y de una manifiesta incomprensión a su labor. Cierto es que cuando baja de los estrados, después de dictar una sentencia que puede comprometer su responsabilidad para toda la vida, el juez no encuentra otra satisfacción que la paz de su conciencia. Raras veces hallará una generosa comprensión, como exponente de una solidaridad social hacia su persona que no debería escatimarse. Eso sería algo así como un premio moral para la ofrenda de una vida llena de privaciones materiales, de torturas mentales, y hasta de inmolación perenne de muchos sentimientos que le son caros, como el sacrificio de una buena amistad que puede quebrarse o enfriarse si ha estado en juego el interés de un amigo o de un antiguo compañero, a quien quizás no dejó satisfecho la sentencia dictada o la actitud que hemos tomado".
- "Yo creo que la sencillez tiene también su abolengo como la grandeza y creo que cuando un hombre pasa por la vida de manera sencilla, tratando de ser útil a los demás, ya ese hombre es del linaje de los grandes."
- "A veces leemos y oimos por la radio o la televisión una serie de cosas que dan la impresión de que todo el mundo cree que todos los problemas pueden resolverse por medio de leyes y de decretos, pero se olvidan de cómo debe hacerse una ley o cómo debe hacerse un decreto."
- "Se ha legislado de una menera apresurada porque se han olvidado de que nuestra Constitución en el capítulo no precisamente dedicado a la formación de las leyes sino en el que se refiere a los derechos inherentes a la personalidad humana, en uno de sus incisos dice: "La ley debe ser justa y útil para la comunidad". ¿Cuándo una ley es justa? ¿Cuándo una ley es útil?. Sencillamente cuando se puede lograr la seguridad de que el ciudadano está protegido por esa legislación. Las leyes están concebidas para proteger los derechos de los demás y cabría preguntarse entonces, ¿Cuál es la definición de la palabra derecho?. El derecho ha tenido muchas definiciones pero tomando en plural alguien dijo con acierto, que todos los derechos son los intereses legalmente protegidos. Es necesario pues, ir a leer nuestra legislación a cada paso para ver si nuestros derechos están siempre bien protegidos".
- "Se olvidan de que la ley como se le enseña a los abogados cuando comienzan a estudiar derecho debe ser clara, general, precisa y necesaria. Esto quiere decir que toda ley debe, para ser buena, responder a una necesidad social; de lo contrario podrá ser un artificio, podrá ser una creación más o menos buena desde el punto de vista formal de las cosas, pero en el fondo si las leyes no corresponden a una necesidad social se apartan de esos lineamientos."
- "Es un principio corroborado por el orador que me ha precedido, que todo ciudadano debe contribuir al desenvolvimiento de la maquinaria estatal pagando los impuestos que las leyes establecen. Eso no se discute; pero también es una regla que ha adquirido carácter universal la que voy a decir en este momento: Cuando surge una duda en la aplicación de una ley tributaria o de una ley fiscal, la regla que debe imperar es que esa duda debe resolverse a favor del contribuyente. No es necesario ver por adelantado un delincuente en la persona que va a pagar un impuesto, aunque muchos merecen ese calificativo. Es necesario, por el contrario, pensar si los derechos son los intereses legalmente protegidos, la ley debe proteger esos intereses."

Presidencia Interina
Le tocó ser protagonista de la vida política dominicana en un momento muy crítico, al suscitarse para las elecciones del año 1970 una de las crisis políticas más delicadas de la incipiente vida democrática dominicana, cuando el vicepresidente de la República de ese entonces, el Lic. Francisco Augusto Lora disgustado con el presidente Balaguer ya que entendía le tocaba su turno para encabezar la boleta electoral como candidato presidencial por el Partido Reformista, se da cuenta de que el Dr. Balaguer quiere repostularse y optar por un nuevo mandato y que no daría marcha atrás en sus aspiraciones. Eso lo lleva a fundar otro partido político, el Movimiento de Integración Democrática, MIDA, dejando de asistir al Palacio Nacional.
Ante esa situación, y agravada además por la presión política de los partidos de oposición, el Dr. Balaguer expuso que dejaría temporalmente la presidencia de la República para que el presidente de la Suprema Corte de Justicia, el Dr. Manuel Ramón Ruiz Tejada se desempeñara como Primer Mandatario.
Inmediatamente el magistrado Ruiz Tejada discrepó públicamente los criterios del presidente Balaguer y afirmó que sólo asumiría como encargado del Poder Ejecutivo, si se producía la ausencia temporal del presidente y el vicepresidente de la República, tal y como lo disponía el artículo 58 de la Constitución dominicana.
Los acontecimientos se sucedieron rápidamente y el 17 de abril de 1970, Ruiz Tejada después del presidente Balaguer firmar un acuerdo con los partidos políticos de la oposición, asumió como Presidente Interino e inmediatamente dispuso la "neutralización política absoluta y efectiva de la administración pública para garantizar la imparcialidad necesaria en el proceso electoral".
Manuel Ramón Ruiz Tejada, presidente de la Suprema Corte de Justicia en Ejercicio del Poder Ejecutivo, desempeñó sus funciones a plenitud y sin limitaciones en su ejercicio, sin que se produjeran presiones del presidente en licencia y realizando una gestión alabada por todos los sectores y fuerzas vivas de la nación. Al cabo de 36 días  entregó el mando a Joaquín Balaguer y reasumió sus funciones judiciales (1966-1974) “sin que nadie lo señale con el índice en su contra" como muy bien indicó un titular periodístico de la época..
Fue presidente de la Suprema Corte de Justicia (1966-1974) hasta que presentó su renuncia irrevocable y pasó a ejercer como abogado, destacándose como un experimentado jurisconsulto y por su ejercicio profesional impecable.
Manuel Ramón Ruiz Tejada, (Blanco, le llamaban sus familiares y amigos), considerado como uno de los Grandes Maestros del Derecho dominicano por sus grandes aportes, será recordado hasta la posteridad como uno de los dominicanos más capaces, honestos, pulcros e íntegros.
- Datos: Q6100018